# بطارية هايبريون الذرية
بطارية هايبريون الذرية هي وحدة صغيرة تنتج الطاقة الكهربائية من الطاقة النووية وتوجد منها عدة تصميمات تقوم على تصميمها  شركة هايبريون لتوليد الطاقة ، تبلغ قدرة الوحدة منها 70 ميجاوات حرارية تعادل نحو 25 ميجاوات كهربائية. وهي تتميز بصغرها وتمكن إنتاجها في وحدات صغيرة تعوض عن المحطات النووية الكبيرة التي تنتج نحو 1000 ميجا وات من الكهرباء ولكنها تتكلف بين 4 إلى 6 مليار دولار أمريكي. تعادل مقاييس وحدة هايبريون حجم ثلاجة ويمكن نقلها بسهولة وآمنة، ويمكنها تغذية 20.000 بيت بالكهرباء.
يمكن للوحدات أن تستخدم في تدفئة منازل منطقة بكاملها أو تزويدها بالكهرباء، كما يمكن استخدامها لأغراض أخرى للمصانع أو لتحلية المياه. ويرجع التصميم الأساسي لهذه البطارية إلى الدكتور أوتيس بيترسون  الذي كان يعمل في المعمل الوطني لوس ألاموس في نيومكسيكو بالولايات المتحدة الأمريكية.
وتحوز الشركة بهذا الاختراع حاليا الانتباه.
قدرت الشركة عام 2009 بأن في إمكانها بيع 4000 من تلك الوحدات من التصميم المسمى «تصميم 2008» بسعر 25 إلى 30 مليون دولار أمريكي للواحدة، على أساس أن تقدم أول إنتاج لها عام 2013.
ثم قامت الشركة بتعديل التصميم خلال عام 2009، مما جعل ثمن وهدة هايبريون النووية قد يرتفع إلى 50 مليون دولار.
وحاليا تهتم الشركة في الحصول على تصريح من الجهات المختصة الأمريكية بإنتاج تلك البطاريات.
وقد حصلت الشركة خلال عام 2009 على نحو 100 طلب للتصميم 2008، بعضها قادم من الولايات المتحدة ويعض الطلبات قادم من المملكة المتحدة ومن بعض البلاد في آسيا.

## تصميم 2009 المعدل
في نوفمبر 2009 قررت الشركة إنتاج البطارية يماثل تصميمها تصميم الجيل الرابع للمفاعلات النووية التي تستعمل الرصاص للتبريد : فالبطارية تتكون من وقود نووي في هيئة نتريد اليورانيوم والتبريد بواسطة مخلوط من الرصاص والبزموت. وكان ذلك على أمل أن استخدام معدن منصهر للتبريد مثلما في مفاعل استنسال سريع سوف يسهل عملية البيع، بالمقارنة باستخدام الوقود المعدل المبني على هيدريد اليورانيوم، الذي يجمع بين الوقود والمبرد في مادة واحدة.
```
concept illustration of a Hyperion Power Module plant.(انظر الصفحة الإنجليزية) 
[
8
]
]]
(انظر أيضا 
مفاعل سريع بتبريد الرصاص
).
```

## اختيار الوقود والمبرد
طبقا لمعلومات هابيريون يماثل وقود نتريد اليورانيوم المستخدمة في التصميم المواصفات الفيزيائية والنيوترونية لوقود أكسيد اليورانيوم المعتادة التي تستخدم في مفاعلات الماء الخفيف، إلا أنها تتميز بتوصيل حراري أعلى مما يجعلها تصلح للاستخدام في درجات حرارة أعلى من 250 إلى 300 درجة مئوية التي تعمل بها المفاعلات النووية العادية.
وعند التشغيل في درجة حرارة عالية يمكن استغلال بخار الماء بكفاءة. وقد قدمت شركة هايبريون في مؤتمر ANS 2009 عزمها على استخدام معامل الحرارة السلبي دوبلر لضبط درجة سير التفاعل في هذا لمفاعل. ويعلق الخبير النووي ألكسندر سيسونسك بأن الوقود النووي من نوع نتريد اليورانيوم لم يلاق الاهتمام الذي يستحقه خلال الأعوام منذ عام 1973 مع أن هذا الوقود له مزايا فيزيائية من وجهة استخدامه في مفاعل الاستنسال السريع.
وقد استخدم الاتحاد السوفيتي هذا النوع من الوقود النووي لتشغيل مفاعلاتها في سفنها البحرية، وعلى الأخص في الغواصة تصنيف ألفا - والمعروفة في البلاد الغربية بسرعتها العالية - وبأن مفاعلها يشتغل بمخلوط الرصاص والبزموت والمعروف عن جودة أدائه.

## إنتاج الطاقة
يعتمد التبريد في الدائرة الابتدائية لبطارية هايبريون النووية على التوصيل بالحمل الطبيعي لمبرد الرصاص والبزموت، حيث تكون درجة حرارة الدائرة الابتدائية نحو 500 درجة مئوية. وتوجد داخل بطارية المفاعل دورة مبادل حراري وسطية تستخدم أيضا مخلوط الرصاص والبزموت. وتتصل الدورة الوسطية بدورة خارجية تحتوي على مبادل حراري ثاني لتوليد بخار في درجة حرارة 480 درجة مئوية.
عندئذ توجد طريقتان، إما استخدام البخار عالي الحرارة أو استخدام ثاني أكسيد الكربون عالي الحرارة لتشغيل دورة رانكن أو دورة برايتون والتوربينات. وبالإضافة إلى الاستخدام المعهود بغرض إنتاج الطاقة فيمكن استخدام الحرارة المتولدة لتحلية المياه، أو لتسيير التفاعلات الكيميائية، أو تدفئة منازل المنطقة أو تكييف هوائها.
ويتميز تبريد المفاعل بواسطة مخلوط الرصاص والبزموت بأنه يمتص أشعة غاما الصادرة من التفاعل النووي، ولا يمتص النيوترونات المطلوبة للتفاعل. علاوة على ذلك فينصهر المخلوط عند درجة حرارة منخفضة نسبيا ولا يغلي إلا عند درجة حرارة عالية جدا، وهو لا يتمدد بالحرارة كثيرا وله معامل حرارة كامنة عالي، ويقوم بتوصيل الحرارة عن طريق الحمل الطبيعي ولا يحتاج إلى طلمبة للقيام بذلك، سواء أثناء التشغيل العادي أو عند التخلص من الحرارة الناتجة عن التحلل الإشعاعي. علاوة على ذلك فإن هذا المخلوط المعدني المنصهر سوف يتجمد بمجرد أن تنخفض الحرارة المتولدة عن النشاط الإشعاعي لمكوناته إلى درجة حرارة منخفضة.

## التحكم والأمان والنقل
يوجد في المفاعل أربعة طرق للتحكم. يوجد نوعان من قضبان التحكم، منهم قضبان للوقيف السريع للتفاعلات يمكنها امتصاص عددا كبيرا من النيوترونات لخفض معدل التفاعلات تحت مستوى معين، وقضبان أخرى تستعمل للتحكم الدقيق وهي تعمل أيضا على تعويض الانخفاض المستمر في تفاعلية المفاعل الناتجة عن الانخفاض المستمر في كمية الوقود الذري (الانخفاض المستمر في Keff) أثناء التشغيل. تلك قضبان التحكم الدقيق لها مسافة تحرك بطيئة أثناء التشغيل تصل إلى نهايتها عند 5و1 متر.
كما يوجد نظام ثانوي لتوقيف التفاعل ويتكون من مادة تمتص النيوترونات وهي كربيد البور في هيئة كرات صغيرة يمكن إزاحتها لتدخل قلب المفاعل وذلك في حالة الإخفاق في تحريك القضبان لتوقيف التفاعل عندما يكون ذلك ضروريا. والعنصر الرابع هو المعامل الحراري السالب لمعدل التفاعل، وهو يمنع أن يبقى المفاعل في حالة حرجة إذا كانت درجة حرارته تتزايد في الارتفاع.
والمفاعل مصمم بحيث أنه عند توقيفه لا يحتاج إلى آلة مساعدة لتبريده حيث يتم التبريد ذاتيا عن طريق الحمل الحراري الطبيعي ودورة مواد المفاعل واستبدالها الحرارة مع الوسط المحيط. لذلك يعتبر هذا المفاعل آمن جدا.
يزن المفاعل نحو 20 طن مزودا بالوقود والمهديئ (المبرد)، ويمكن نقله بشاحنة أو بالقطار إلى مكان إنشاءه. وهو آمن أيضا من وجهة الإشعاع أثناء النقل، فيعتبر من المستحيل أن تصدر أو تتسرب إشعاعات منه إذا وقع في حادث مروري. ذلك لأن المبرد (المهديئ) مكون من الرصاص وهو يمتص أشعة غاما، ويمكن أن يقوم العمال عند نقله وإنشائه بعملهم بالقرب منه ولا خوف من إشعاع يصدر منه. وعلاوة على ذلك إذا كان النقل بعد توقيف المفاعل ونهاية عمره فإنه يترك فترة لكي يبرد ويصرف بقية الحرارة الناتجة عن التحلل الإشعاعي، ويكون مخلوط الرصاص والبزموت قد وصل إلى حالته الصلبة، فيصبح المفاعل كله قطعة معدنية واحدة، تتحمل الصدمات.

## تصريح الإنتاج والتشغيل
تزمع شركة هايبريون متابعة طلب الحصول على تصريح إنتاج المفاعل الذي يعمل بنتريد اليورانيوم ويبرد بمخلوط الرصاص والبزموت من هيئة التصريحات النووية NRC ن على أساس أن يكون أول توريد للمفاعل في نهايو عام 2013. وقد يلزم تصريحا من وزارة الطاقة بالولايات المتحدة .
وقد أخذ في الاعتبار أيضا إمكانية إنتاج المفاعل خارج الولايات المتحدة لتفادي الحصول على تصريح هيئة التصريحات النووية (الأمريكية) التي قد تحتاج وقتا طويلا بسبب أن المفاعل سيكون معروضا في السوق العالمي وكذلك بما فيه من تقنية جديدة. وتتطلع شركة هايبريون إلى بناء مصنع في المملكة المتحدة حيث تتبوى ء حاليا القيادة في مجال الطاقة النووية، وعلاوة على ذلك فتقوم الشركة في نفس الوقت بالتفاوض مع إحدى الدول الآسيوية لبناء مصنع فيها، يعلن عنها قريبا.

## اقرأ أيضا
- مفاعل نووي
- تفاعل نووي
- وقود نووي
- مفاعل بتبريد غازي تقدمي
- مفاعل كاندو
- مفاعل الماء المغلي
- مفاعل استنسال سريع
- مفاعل سريع بتبريد الرصاص
- مفاعل ملح منصهر
- مفاعل بتبريد غازي تقدمي
- سلاح نووي
- تقنية نووية
- مفاعل الماء الثقيل المضغوط